# Monasterio Franciscano de Olimje
El Monasterio Franciscano de Olimje (en esloveno: Minoritski samostan Olimje) es un castillo del siglo XVI situada en la urbanización de Olimje, que forma parte del municipio de Podčetrtek en el este de Eslovenia. En la actualidad es un monasterio franciscano.
El predecesor del actual castillo ha ocupado el lugar desde cerca del año 1000, y primero pertenecía a los condes von Peilestein (conocidos localmente como "Pilštajn"), incluyendo Hemma de Gurk (Esloveno: Sv. Ema Krška), un santo del siglo XI y un miembro de la familia.